# Liste von Jazzmusikern/T
| Abk.  | Instrument           |
| ----- | -------------------- |
| acc   | Akkordeon            |
| acl   | Altklarinette        |
| afl   | Altflöte             |
| arr   | Arrangement          |
| as    | Altsaxophon          |
| b     | Bass                 |
| bar   | Baritonsaxophon      |
| bcl   | Bassklarinette       |
| bjo   | Banjo                |
| bl    | Bandleader           |
| bo    | Bongo                |
| bs    | Basssaxophon         |
| cl    | Klarinette           |
| clo   | Cello                |
| comp  | Komponist            |
| cond  | Dirigent             |
| cor   | Kornett              |
| dr    | Schlagzeug           |
| eh    | Englischhorn         |
| ep    | Elektronisches Piano |
| fg    | Fagott               |
| fl    | Flöte                |
| flh   | Flügelhorn           |
| frh   | Frenchhorn           |
| gisy  | Gitarrensynthesizer  |
| git   | Gitarre              |
| gl    | Glockenspiel         |
| har   | Mundharmonika        |
| harp  | Harfe                |
| kb    | Kontrabass           |
| keyb  | Keyboard             |
| lyra  | Lyra                 |
| mando | Mandoline            |
| mar   | Marimba              |
| obo   | Oboe                 |
| org   | Orgel                |
| p     | Piano                |
| perc  | Perkussion           |
| picb  | Piccolobass          |
| pictp | Piccolotrompete      |
| reeds | Holzblasinstrumente  |
| sax   | Saxophon             |
| ss    | Sopransaxophon       |
| syn   | Synthesizer          |
| tb    | Tuba                 |
| th    | Tenorhorn            |
| tp    | Trompete             |
| trb   | Posaune              |
| ts    | Tenorsaxophon        |
| tt    | Turntables           |
| vib   | Vibraphon            |
| viola | Viola                |
| vl    | Violine              |
| voc   | Gesang               |

Diese Liste ist eine Unterseite der Liste von Jazzmusikern.

## Ta – Td
- Lew Tabackin ts, fl
- Giorgos Tabakis git, comp
- Tani Tabbal dr, perc, vib
- Richard Tabnik as
- Craig Taborn p
- Alberto Tacchini p, comp
- Hideki Tachibana sax
- Yasuhiko Tachibana kb
- Seiji Tada as
- Kang Tae Hwan as
- Hild Sofie Tafjord frh
- Runar Tafjord frh
- Stein Erik Tafjord tu
- Mototeru Takagi sax
- Pedro Tagliani git, comp
- Gianluca Tagliazucchi p, arr, comp, cond
- Ross Taggart sax, p
- Simon Tailleu kb, b, comp
- Fukushi Tainaka dr
- Daniel Tamayo git, comp, cond
- Tatsuya Takahashi ts, bl
- Jone Takamäki sax
- Bill Takas kb, e-b
- Aki Takase p, comp, cond, bl
- Tatsuya Takahashi ts
- Tomoki Takahashi ss, ta
- Shinnosuke Takahashi dr
- Kazunori Takeda ts
- Kazuhiko Takeda git
- Satoshi Takeishi dr, perc, arr
- Stomu Takeishi eb
- Tatsurō Takimoto kb
- Tom Talbert p, comp, arr
- Tom Tallitsch ts, cl, p
- Henri Tallourd trb, voc
- Eyal Talmudi sax
- Rahel Talts p, comp
- Marco Tamburini tp
- Omar Tamez git
- Geoffroy Tamisier tp, cor, comp
- Red Tampa voc
- Bill Tamper trb
- Natsuki Tamura tp
- Akira Tana dr, bl
- Ayumi Tanaka p, comp
- Fukushi Tanaka d
- Hozumi Tanaka dr
- Hide Tanaka kb
- Simin Tander voc
- Sarah Tandy p
- Guus Tangelder cl, sax, bl
- Götz Tangerding p
- Aage Tanggaard dr
- Pierre_Tanguay dr, perc
- Francesca Tanksley p
- Cansu Tanrıkulu voc
- J. C. Tans sax
- Harry Tanschek dr
- Horace Tapscott p, trb, comp, arr, cond
- Alexa Tarantino as, ss, cl, fl, arr, comp
- Vladimir Tarasov dr, comp
- Gregory Tardy ts, ss, cl
- Grzegorz Tarwid p, comp
- Joe Tarto tu, b
- Christine Tassan git, comp
- Buddy Tate ts
- Erskine Tate bl
- Frank Tate kb
- Grady Tate dr, voc
- John Tate kb
- Tigran Tatevosyan p, comp
- Art Tatum p
- James Tatum p
- Ziv Taubenfeld bcl, comp
- Adam Taubitz vl, tp
- Steve Tavaglione ts
- Ares Tavolazzi kb, bg, comp
- Martin Taxt tb
- Graham Tayar p
- Art Taylor dr
- Billy Taylor b
- Billy Taylor p
- Chad Taylor dr
- Cecil Taylor p
- Dave Taylor b-trb, tu
- Eddie Taylor dr
- Freddy Taylor voc, tp, bl
- Gene Taylor b
- John Taylor p, comp, bl
- Mark Taylor frh
- Martin Taylor git
- Montana Taylor p, voc
- Reid Taylor kb
- Sam „The Man“ Taylor ts, bs, bl
- W. Allen Taylor voc
- John Tchicai as, ss, ts, fl, bcl, cl, keyb, comp

## Te
- Charlie Teagarden tp
- Cub Teagarden, dr
- Jack Teagarden trb, voc
- Norma Teagarden p
- Thurman Teague kb
- Ximo Tebar git, comp
- Tsega Tebege voc
- Richard Tee p, keyb, org, arr, comp
- Nils Tegen p, dr
- Brooks Tegler dr, bl
- Yves Teicher vl
- Heinz H. Teitge tp
- Ricardo Tejero sax, cl
- Rogier Telderman p, comp
- Gegè Telesforo dr, perc, voc
- Rainer Tempel ep, comp, bl
- Joe Temperley bar, ss, bcl
- Alec Templeton p, comp
- Gavin Templeton as, ss, fl, cl, comp
- Nino Tempo sax, comp
- Dan Tepfer p
- Masaoki Terakawa kb
- Erena Terakubo as, ss, fl
- Danilo Terenzi trb
- Walter Terharen trb, p
- Tony Terran tp
- Jacky Terrasson p
- Ignasi Terraza p
- Martin Terens p
- Pha Terrell voc
- Kenneth Terroade ts, fl, comp
- Brad Terry cl
- Clark Terry tp, flh, voc, comp
- Dan Terry tp, flhn, arr
- Sonny Terry harm, voc
- Sue Terry as, ss, perc, cl, comp
- Thelma Terry kb, voc, bl
- Yosvany Terry sax, comp, arr
- Clement Tervalon kb,  tu, voc
- Dejan Terzić dr
- Zoran Terzić p
- Frank Teschemacher cl, as
- Ace Tesone kb
- Billy Test p, key, org, arr, comp
- Carl Testa kb, bcl
- Shirley Tetteh git
- Meg Tevelian git, bl
- Henri Texier kb
- Sébastien Texier acl, cl, as

## Th
- Emma-Jean Thackray tp
- Nicolai Thärichen comp, bl, arr, p
- Manny Thaler bar, as
- Sister Rosetta Tharpe g, voc
- François Théberge ss, ts, comp
- Yves Theiler p
- Thomas Theis bar, ts
- Kostas Theodorou b
- Rachel Therrien tp, flh, comp
- Gösta Theselius ts, cl, p, arr, comp
- Martin Theurer p
- Fats Theus ts, arr
- Woody Sonship Theus dr
- Christof Thewes trb, comp, arr
- Samy Thiébault ts, fl
- Michael Thieke cl
- Eric Thielemans dr
- Toots Thielemans har, git
- Ben Thigpen dr
- Ed Thigpen dr
- Jesper Thilo ts, cl, tp
- Les Thimmig reeds
- Frode Thingnæs, trb, bl
- Mabi Thobejane dr, perc
- Angus ‚Bangus‘ Thomas b
- Bebop Sam Thomas git
- Big Charlie Thomas cor
- Bobby Thomas dr
- Bubbha Thomas dr
- Carei Thomas p
- Gary Thomas sax, fl, voc
- Hans Thomas tp, flhn, comp, ld, arr
- Jay Thomas tp, flhn, sax, fl
- Jens Thomas p
- Jérôme Thomas ts, ss, fl, arr, cond
- Joe Thomas Jr. cl, sax
- Joe (Joseph Lewis) Thomas tp
- Joe (Joseph) Vankert Thomas ts, voc
- Joe (Joseph Samuel) Thomas ts, fl, oc
- John Thomas git, comp
- Leon Thomas voc
- Luther Thomas as
- Marc Thomas voc, ts, ss
- Micah Thomas p
- Michael Thomas as, ts, bcl, arr, cond, comp
- Harry Thomas p
- Hersal Thomas p
- Oluyemi Thomas bcl
- Pat Thomas p, keyb
- René Thomas g
- Robert Thomas, Jr. perc, dr, git, voc, fl
- Walter Foots Thomas sax, cl, fl
- Willie Thomas tp
- Whitey Thomas tp
- Christian Thomé dr
- Paul Thommen p, arr, cond
- Barbara Thompson as, ts, ss
- Bob Thompson arr, comp, cond
- Bert Thompson kb
- Butch Thompson p
- Chuck Thompson dr
- Danny Thompson
- Danny Ray Thompson sax, bs
- Darryl Thompson g, synt, keyb, b
- David Thompson p
- Dickie Thompson git
- Don Thompson (Bassist) b, p, vib, dr
- Don Thompson (Saxophonist) sax
- Isaiah J. Thompson p, comp
- Jeter Thompson p, keyb, arr
- Les Thompson har
- Leslie Thompson tp
- Lloyd Thompson kb
- Lucky Thompson ts, ss
- Malachi Thompson tp
- Sir Charles Thompson p, org
- Walter Thompson as, perc, dr
- Peter Thoms dr, perc
- Katharina „Tini“ Thomsen bcl, bar, arr, comp
- Scott Thomson trb
- Lukas Thöni tp, flh, cor
- Claude Thornhill p, comp, arr
- Clifford Thornton trb, tp
- Lilly Thornton voc, arr
- George Thow tp
- Pål Thowsen dr
- Henry Threadgill as, reeds, fl
- François Thuillier tb, euphonium, sousaphon, comp
- Thulla voc
- Janet Thurlow voc
- Camille Thurman ts, voc, fl

## Ti
- Steve Tibbetts git, keyb
- Frank Tiberi ts, as, cl, fg, fl, comp, arr, bl
- Mircea Tiberian p
- Benjamin Tiberio kb
- Tip Tichelaar trb, tp, p, sax
- Anthony Tidd kb
- Gunther Tiedemann cel, org, arr, comp
- Peter Tiehuis git
- Jason Tiemann dr
- Yannik Tiemann kb
- Paul Tietze kb, arr, comp
- Jerry Tilitz trb
- Fritz Tiller p
- Jeff Tillman git
- Brooks Tillotson fhn
- David Timm org, p
- Inez Timmer voc
- Bobby Timmons p, vib
- Kris Tiner tp
- Martin Tingvall p
- Allen Tinney p
- Shirazette Tinnin dr, perc
- Steve Tintweiss kb, melodica, comp
- Lorenzo Tio, cl, obo
- Lorenzo Tio senior, cl
- Luis Tio, cl
- Keith Tippett p
- Julie Tippetts voc
- Billy Tipton p, sax, bl
- Malika Tirolien voc, p, comp
- Sabri Tuluğ Tırpan p, key, comp
- Wagner Tiso p, keyb, synt, acc, arr, comp
- Claude Tissendier as, cl, arr, bar, ldr, ts, reeds, ss, fl
- Dick Titterington tp
- Christoph Titz tp
- David Tixier p, comp
- Scott Tixier viol
- Tony Tixier p
- Juan Tizol trb

## Tj – To
- Cal Tjader dr, vib
- George Tjong-Ayong sax
- Aleix Tobías dr, perc
- Christine Tobin voc
- Bruno Tocanne dr
- Gary Todd b
- Billy Toffel git, kb, vcl
- Yuichi Togashiki dr
- Paul Togawa dr
- Joona Toivanen p, comp
- Pekka Toivanen ts, cl
- Taipani Toivanen b
- Michał Tokaj p, comp
- Mark Tokar b
- Hakan A. Toker p
- Hidefumi Toki sax
- Kiyoshi Tokunaga kb
- Skeets Tolbert cl, as, voc
- Simon Toldam p, comp
- Daniel Toledo b, comp
- Charles Tolliver tp
- Jukka Tolonen git
- Viktoria Tolstoy voc
- Enrico Tomasso tp, flh, cor
- Ernie Tomasso cl
- Pawel Tomaszewski p
- Vladimír Tomek git
- Toyoji Tomita trb
- Dave Tomlin ss, vl, cl
- Alan Tomlinson trb
- Bruno Tommaso b
- Giovanni Tommaso b
- Eddie Tompkins tp
- Ross Tompkins p
- Rudolf Tomsits tp, flh, arr, comp, cond
- Radka Toneff voc
- Jelle van Tongeren git
- Tiziano Tononi b
- Pietro Tonolo sax, comp
- Henno Tooming p
- Jannick Top bg, kb, comp, arr
- Yves Torchinsky kb, comp
- Christopher Tordini kb
- Jean Tordo bcl, bar
- Cat Toren p
- Brian Torff b
- Wolfgang Torkler p
- Mel Tormé voc, dr, p
- David Torn git
- Gösta Törner tp
- Juan Pablo Torres trb, arr
- Néstor Torres fl, comp
- Dean Torrey kb
- Franck Tortiller p
- Vincent Tortiller dr
- Diana Torto voc
- Amanda Tosoff p, comp
- Nabil Totah kb
- Laura Totenhagen voc, comp
- Viktor Tóth as, fl, ocarina, comp
- Cy Touff bass-tp, trb
- Dave Tough dr
- Jean Toussaint sax
- Andrey Tovmasian tp, bl
- Nat Towles, bl, b
- Paul Towndrow as, ss
- Brian Towers trb
- Ralph Towner git, tp, p, syn
- Colin Towns keyb, arr
- Bross Townsend p
- Cliff Townshend sax, cl
- Laura Toxværd reeds
- Shigeko Toya voc, p
- Yoshio Toyama cor, tp. voc
- Emanuele Tozzi p

## Tr
- Tino Tracanna ss, as, ts
- Clark Tracey dr
- Stan Tracey p, comp, cond
- Sheila Tracy trb, voc
- Charlie Traeger kb
- Josef Traindl trb
- Sebi Tramontana trb
- Kasper Tranberg tp, flhn, cor
- Georg Trapp cl, ts
- Art Trappier dr
- Eric Traub ts, ss, comp
- Erich Traugott  tp, flhn
- Maria Trautmann tbn
- Iris Träutner voc, comp
- Josep Traver git
- Leo Traversa b
- Mike Travis dr
- Nick Travis tp
- Theo Travis ts, ss, fl
- Lukas Traxel kb
- George Treadwell tp
- Jean-Lou Treboux vib, comp
- Curt Treier dr
- Donn Trenner p
- Rebecca Trescher cl, bcl, arr, comp
- Steve Treseler reeds
- Frank Tribble git
- Conni Trieder fl, alt-fl, comp
- Alfredo Triff viol, comp
- George Triffon tp, flhn
- Trifon Trifonov sax, cl
- Bill Triglia p
- Vasco Trilla dr
- Joshua Trinidad tp
- Fritz Trippel p
- Ray Triscari tp, flhn, tb
- Caro Trischler voc, git, comp
- Carol Tristano dr
- Lennie Tristano p
- Manuel Troller git, comp
- Jim Trompeter p, comp
- Angela Tröndle voc, p, comp
- Maxine Troglauer B-trb
- David Tronzo git
- Aurélie Tropez cl, as, bar, ts, voc
- Benny Troschel tp, arr
- Baptiste Trotignon p
- John Scott Trotter p, arr, bl
- Monika Trotz voc, comp
- Bobby Troup voc, p
- Sonny Troupé perc
- Gianluigi Trovesi as, bcl
- Robert Trowers trb
- Mike Troy as
- Johnny Trudell tp, flhn, v-trb
- Florian Trübsbach as, ss
- Erik Truffaz tp
- Efraim Trujillo ts, sax
- Juanma Trujillo git
- Frankie Trumbauer c-melody sax
- Janning Trumann trb, comp, cond
- Janno Trump b, comp
- Sam Trümpy cl, ss, as, ts, arr, comp, lead, voc
- Peter Trunk b
- Jean-My Truong dr
- Luigi Trussardi b
- Jeroen Truyen dr, comp
- Mikołaj Trzaska as, bar, ss, bcl, comp
- Andrzej Trzaskowski p

## Ts – Tz
- Assif Tsahar sax, cl
- Eldar Tsalikov sax, cl, comp
- Alexander Tsfasman p, comp, bl
- Andreas Tschopp trb
- Matthias Tschopp bar
- Misha Tsiganov p
- Gust Tsilis vib, mar
- Herbie Tsoaeli b, comp
- Anna Tsombanis ts, comp
- Yoshitaka Tsuji p
- Ken’ichi Tsunoda trb,arr, bl
- Akiko Tsuruga org
- Toru Tsuzuki p, keyb
- Yakiv Tsvietinskyi tp
- Nicolas Thys b, comp
- Jonas Timm p, comp
- Fuat Tuaç voc, comp
- Ben Tucker b
- George Tucker b
- Mickey Tucker p
- Wayne Tucker tp, flhn
- Ayşe Tütüncü p, comp
- Raymond Tunia p, arr
- Jimi Tunnell git
- Alexi Tuomarila p
- Kristiina Tuomi voc, dr
- Earl Turbinton sax, cl
- Big Joe Turner voc
- Brad Turner p, tp, dr, comp, bl
- Bruce Turner cl, as
- Danny Turner sax, fl
- Joe Turner (Jazzpianist) p
- Mark Turner sax
- Roger Turner dr
- Norris Turney sax, fl, cl
- Edythe Turnham p, arr, cond
- Brian Turnock kb
- Tom Turpin p
- Peter Turre dr
- Steve Turre trb
- Stanley Turrentine ts
- Tommy Turrentine tp
- Francesco Turrisi p, keyb, acc, perc
- Ron Turso dr
- Rosie Turton trb
- John Turville p
- Frank Tusa b
- François Tusques p
- Erik Tuxen cond
- Artur Tuźnik p, comp
- Tolga Tüzün p, comp
- Richard „Dick“ Twardzik p
- Craig Tweddell tp, flhn
- Maurus Twerenbold trb
- Tymon Tymański b, git, voc, comp
- McCoy Tyner p
- Oded Tzur ts